# Galleria Sabauda

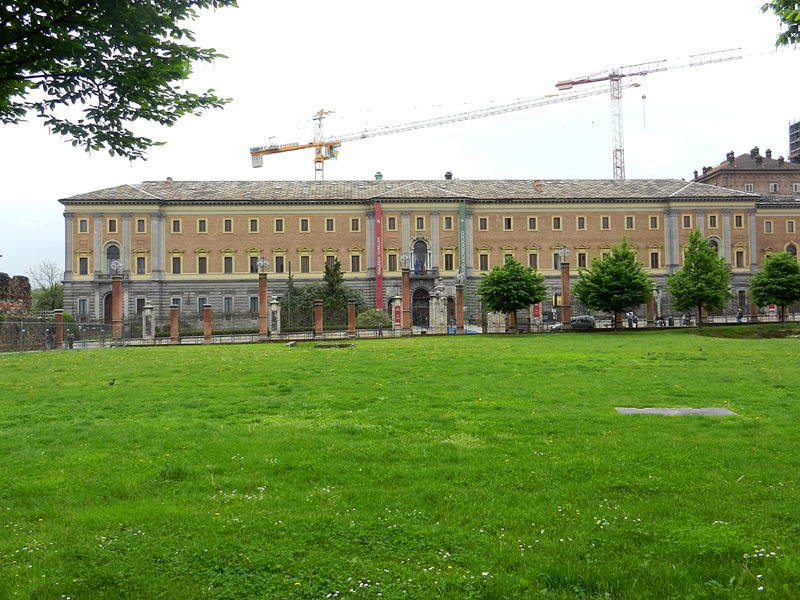
Museumsgebäude der Galleria Sabauda

Die Galleria Sabauda (italienisch/lateinisch für: Savoyische Bildergalerie) ist eine Gemäldegalerie in Turin (Norditalien). Das Museum enthält vor allem italienische, niederländische und französische Werke des 15.–17. Jahrhunderts sowie eine Graphische Sammlung. Seit 2012 wird sie im „Neuen Flügel“ (Manica Nuova) des Königspalastes als Abteilung der Musei Reali Torino neu präsentiert.

## Geschichte
Im Museum sind die Sammlungen verschiedener Zweige des Hauses Savoyen zusammengeführt worden: unter anderem die Bildergalerie des Prinzen Eugen, Werke aus dem  Turiner Königspalast und die 1824 angekaufte Sammlung aus dem Palazzo Durazzo in Genua. 1832 wurde das Museum im Palazzo Madama erstmals für das Publikum geöffnet, seit 1865 zeigte man sie im Palazzo dell’Accademia delle Scienze, wo sie bis 2012 zu sehen war, bevor sie im Dezember 2014 zum aktuellen Standort Via XX Settembre, 86, einem Flügel des Palazzo Reale, umzog. 
Edith Gabrielli entwickelte das Ausstellungskonzept, heutige Direktorin ist Annamaria Bava.

## Sammlung
Die Sammlung enthält hochrangige Werke niederländischer Maler wie die Flügel des Verkündigungstriptychons von Rogier van der Weyden, die Passionstafeln von Hans Memling, Die Stigmatisierung des hl. Franziskus von Jan van Eyck, Werke von Rembrandt, Gerrit Dou, Jan van Huchtenburgh und Anthonis van Dyck; von italienischen Malern die Gualino-Madonna von Duccio di Buoninsegna, Tobias mit drei Engeln von Filippino Lippi, Werke von Sandro Botticelli,  Bernardo Daddi, Fra Angelico, Piero del Pollaiuolo, Agnolo Bronzino, Bernardo Bellotto, Orazio Gentileschi, Andrea Mantegna, Giovanni Battista Tiepolo, Gaudenzio und Defendente Ferrari, Giovanni Bellini, Guercino,  Sebastiano Ricci, Giovanni Martino Spanzotti, Tizian, Paolo Veronese und Tintoretto.